# Synchiropus sycorax
Synchiropus sycorax conosciuto comunemente come pesce mandarino rosso rubino, è un pesce d'acqua salata, appartenente alla famiglia dei Callionymidae.

## Diffusione e habitat
Jolo Island (Archipelago Sulu, Philippine)

## Descrizione
Tra i più piccoli del genere, il maschio misura tra i 4 e i 4.5 cm e la femmina tra i 3 e i 3.5 cm.
La sua forma rispetta quella standard del proprio genere caratterizzata dal corpo cilindrico, la testa tondeggiante e gli occhi sporgenti che gli facilitano l'insabbiamento.
Anche la forma delle pinne e il loro numero rispettano lo standard del genere. La pinna dorsale più grande e a ventaglio caratterizza il sesso maschile.
La colorazione più accesa lo distingue dai propri congeneri. Essa è caratterizzata dal rosso rubino che evidenzia la testa e il corpo e dal giallo intenso del ventre e delle pinne pettorali, quest'ultime ulteriormente striate di nero. Inoltre dei puntini bianchi diffusi sui lati del corpo in maniera simmetrica lo impreziosiscono ulteriormente. Per finire, nel maschio, la pinna dorsale anteriore costituita da 4 raggi è striata da fasce nere bordate di azzurro alternate a righe più sottili gialle.